# Künersberger Fayencen

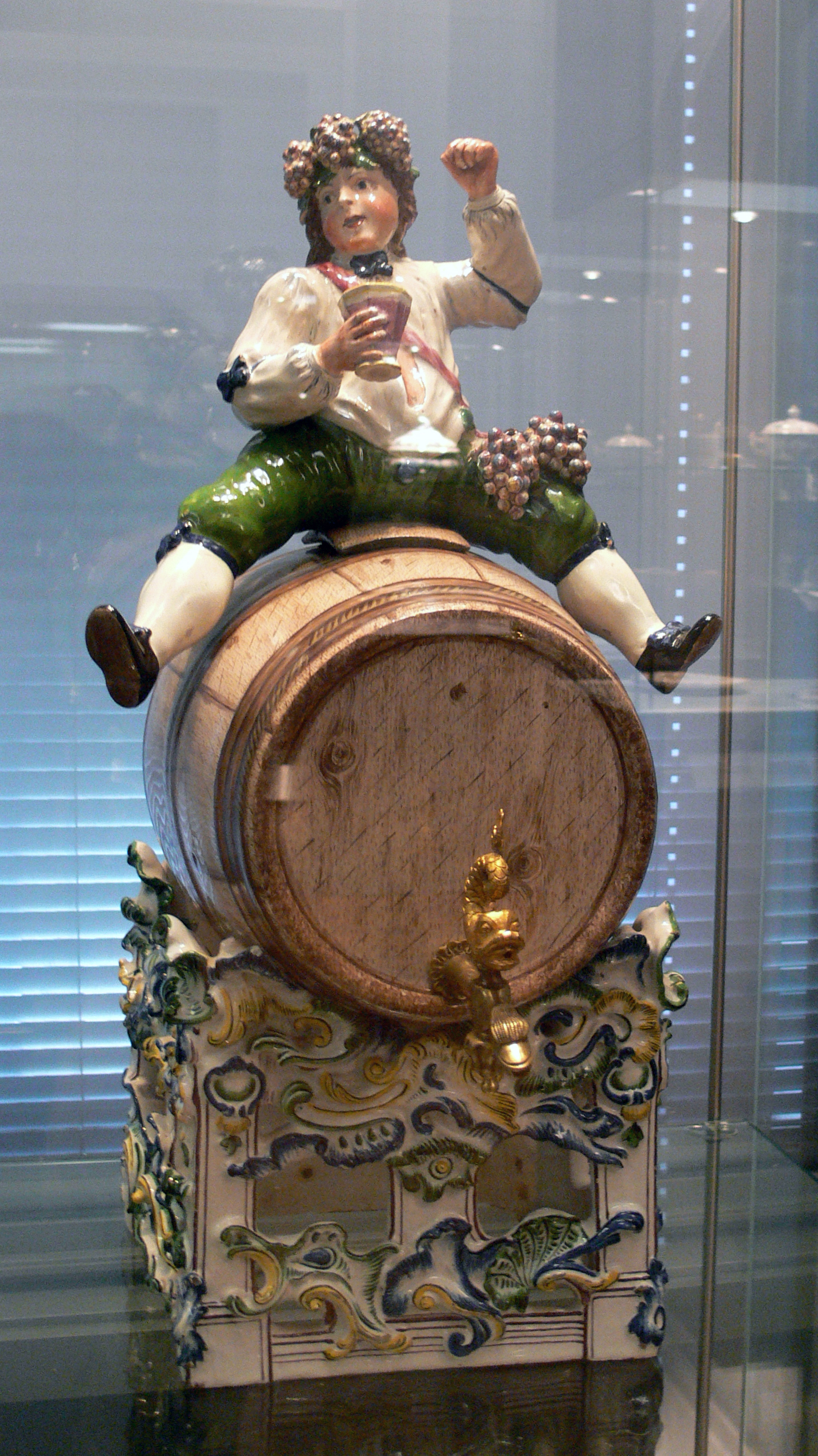
Fassreiter, Fayencemanufaktur Künersberg, um 1750 (Bayerisches Nationalmuseum)

Die Künersberger Fayencen sind Fayencen, die im 18. Jahrhundert von Jakob von Küner im gleichnamigen Weiler Künersberg bei Memmingen hergestellt wurden.

## Geschichte
Der gebürtige Volkratshofener Jakob von Küner begann bereits 1744 mit dem Versuch, Fayencen herzustellen, damals noch in der Krautgasse, am Rande der Altstadt. Aufgrund der Feuergefahr, welche von seinen Öfen ausging, erlaubte ihm der Rat der Stadt Memmingen am 28. Mai 1745 bei seinem Landhaus in Künersberg eine Manufaktur aufzubauen und gaben ihm ein zehnjähriges Privileg. Noch im selben Jahr zog die Manufaktur mit neun Oettinger Porzellanern nach Künersberg. Kaiser Franz I. gab ihm 1746 ebenfalls auf 10 Jahre ein kaiserliches Privileg. 1751 übergab Jakob von Küner die Leitung an seinen Sohn. Dieser verstand es allerdings nicht, wie sein Vater, die Manufaktur ertragreich zu führen. Bereits 1765 wurde die Manufaktur eingestellt, nur ein Jahr, nachdem der Gründer Jakob von Küner in Wien verstorben war.

## Ausstellungsorte

Abbildung von Künersberger Fayencen am MeWo-Haus in Memmingen

Viele der hergestellten Teller, Tassen, Kannen und Töpfe werden heute in Museen der Welt ausgestellt, unter anderem im Stadtmuseum Memmingen, Porzellanmuseum München, Metropolitan Museum of Art (New York), Maximilianmuseum (Augsburg), Bayerischen Nationalmuseum (München), Schweizerischen Landesmuseum (Zürich), Museum für Kunst und Gewerbe Hamburg, Bayerischen Gewerbemuseum (Nürnberg), Museum Angewandte Kunst (Frankfurt am Main) und weiteren. Des Weiteren befinden sich viele Stücke in Privatbesitz.